# Guillaume Duchenne
Guillaume Benjamin Amand Duchenne (Boulogne-sur-Mer, 17 de setembro de 1806 — Paris, 15 de setembro de 1875) foi um médico neurologista francês. Graças a suas contribuições sobre os efeitos da eletricidade no ser humano, é considerado o pai da Eletroterapia, recurso terapêutico utilizado por fisioterapeutas no tratamento, reabilitação e cura de diversas doenças.
Epônimo da doença de Duchenne, também denominada Distrofia Muscular Progressiva de Duchenne.

## Principais obras
- Essai sur la brûlure (1833)
- De l'Électrisation localisée et de son application à la physiologie, à la pathologie et à la thérapeutique (1855)
- Mécanisme de la physionomie humaine, ou Analyse électro-physiologique de l'expression des passions applicable à la pratique des arts plastiques (1862)
- Physiologie des mouvements démontrée à l'aide de l'expérimentation électrique et de l'observation clinique, et applicable à l'étude des paralysies et des déformations (1867)